# Liga I 2024-2025
La Liga I 2024-2025, anche nota come SuperLiga 2024-2025 per motivi di sponsorizzazione, è stata la 107ª edizione della massima serie del campionato rumeno di calcio. Il campionato è iniziato il 12 luglio 2024 ed è terminato il 24 maggio 2025.
La squadra vincitrice è il FCSB, che si è riconfermata dopo la vittoria dello scorso anno.

## Stagione

### Novità
Dalla stagione precedente sono state retrocesse FCU Craiova e Voluntari, ultime due classificate. Al loro posto, dalla Liga II sono state promosse Unirea Slobozia, al debutto in massima serie, e Gloria Buzău, di ritorno dopo 15 stagioni di assenza.

### Formula
Le 16 squadre partecipanti giocano un girone all'italiana con gare di andata e ritorno, per un totale di 30 giornate. Al termine di esse, le prime sei classificate si qualificano per il gruppo scudetto, un girone di andata e ritorno per un totale di 10 ulteriori giornate per decretare la squadra campione di Romania e qualificata per la UEFA Champions League 2025-2026, mentre la seconda classificata si qualifica per la UEFA Conference League 2025-2026, insieme con una vincente di un play-off e con la vincitrice della Cupa României.
Le ultime 10 classificate della stagione regolare si qualificano invece per il gruppo retrocessione, che gioca con gare di sola andata, per un totale di 9 ulteriori giornate. Le ultime due classificate sono retrocesse in Liga II, mentre terzultima e quartultima giocano uno spareggio promozione/retrocessione contro altre due squadre di Liga II.

## Squadre partecipanti
| Club                | Città           | Stadio                                 | Stagione precedente |
| ------------------- | --------------- | -------------------------------------- | ------------------- |
| U Cluj              | Cluj-Napoca     | Stadio Cluj Arena                      | 9° in Liga I        |
| Dinamo Bucarest     | Bucarest        | Stadio Dinamo                          | 12° in Liga I       |
| Gloria Buzău        | Buzău           | Stadio municipale                      | 2° in Liga II       |
| Botoșani            | Botoșani        | Stadio Municipal Botosani              | 13° in Liga I       |
| FC Politehnica Iași | Iași            | Stadio Emil Alexandrescu               | 11° in Liga I       |
| CFR Cluj            | Cluj-Napoca     | Stadio Dr. Constantin Rădulescu        | 2° in Liga I        |
| Rapid Bucarest      | Bucarest        | Stadio Valentin Stanescu               | 6° in Liga I        |
| U Craiova           | Craiova         | Stadio Ion Oblemenco                   | 3° in Liga I        |
| Petrolul Ploiești   | Ploiești        | Stadio Ilie Oană                       | 10° in Liga I       |
| FCSB                | Bucarest        | Arena Națională                        | Campione di Romania |
| Hermannstadt        | Sibiu           | Stadio Municipal Sibiu                 | 9° in Liga I        |
| Oțelul Galați       | Galați          | Stadio Oțelul                          | 8° in Liga I        |
| Sepsi               | Sfântu Gheorghe | Stadio Sepsi Arena                     | 5° in Liga I        |
| UTA Arad            | Arad            | Stadio Francisc von Neuman             | 7° in Liga I        |
| Farul Costanza      | Costanza        | Stadio Viitorul Gheorghe Hagi (Ovidiu) | 4° in Liga I        |
| Unirea Slobozia     | Slobozia        | Stadio 1 maggio                        | 1° in Liga II       |

## Classifica
| Pos. | Squadra             | Pt | G  | V  | N  | P  | GF | GS | DR  |
| ---- | ------------------- | -- | -- | -- | -- | -- | -- | -- | --- |
| 1.   | FCSB                | 56 | 30 | 15 | 11 | 4  | 43 | 24 | +19 |
| 2.   | CFR Cluj            | 54 | 30 | 14 | 12 | 4  | 56 | 32 | +24 |
| 3.   | U Craiova           | 52 | 30 | 14 | 10 | 6  | 45 | 28 | +17 |
| 4.   | U Cluj              | 52 | 30 | 14 | 10 | 6  | 43 | 27 | +16 |
| 5.   | Dinamo Bucarest     | 51 | 30 | 13 | 12 | 5  | 41 | 26 | +15 |
| 6.   | Rapid Bucarest      | 46 | 30 | 11 | 13 | 6  | 35 | 26 | +9  |
| 7.   | Sepsi               | 41 | 30 | 11 | 8  | 11 | 38 | 35 | +3  |
| 8.   | Hermannstadt        | 41 | 30 | 11 | 8  | 11 | 34 | 40 | -6  |
| 9.   | Petrolul Ploiești   | 40 | 30 | 9  | 13 | 8  | 29 | 29 | 0   |
| 10.  | Farul Costanza      | 35 | 30 | 8  | 11 | 11 | 29 | 38 | -9  |
| 11.  | UTA Arad            | 34 | 30 | 8  | 10 | 12 | 28 | 35 | -7  |
| 12.  | Oțelul Galați       | 32 | 30 | 7  | 11 | 12 | 24 | 32 | -8  |
| 13.  | FC Politehnica Iași | 31 | 30 | 8  | 7  | 15 | 29 | 46 | -17 |
| 14.  | Botoșani            | 31 | 30 | 7  | 10 | 13 | 26 | 37 | -11 |
| 15.  | Unirea Slobozia     | 26 | 30 | 7  | 5  | 18 | 28 | 47 | -19 |
| 16.  | Gloria Buzău        | 20 | 30 | 5  | 5  | 20 | 25 | 51 | -26 |

Legenda:
      Ammessa alla Poule scudetto
      Ammessa alla Poule retrocessione
Regolamento:
Tre punti per la vittoria, uno per il pareggio, zero per la sconfitta.
Fonte: https://lpf.ro/liga-1/

## Poule scudetto
Le sei squadre miglior classificate nella stagione regolare si incontrano due volte per un totale di 10 partite per squadra. Le squadre cominciano la Poule scudetto con i punti della stagione regolare dimezzati e, in caso, arrotondati per eccesso.

### Classifica
Aggiornata al 25 maggio 2025.
|                    | Pos. | Squadra         | Pt | G  | V | N | P | GF | GS | DR |
| ------------------ | ---- | --------------- | -- | -- | - | - | - | -- | -- | -- |
| Romania (bandiera) | 1.   | FCSB            | 52 | 10 | 7 | 3 | 0 | 18 | 9  | +9 |
|                    | 2.   | CFR Cluj        | 43 | 10 | 4 | 4 | 2 | 17 | 11 | +6 |
|                    | 3.   | U Craiova       | 40 | 10 | 4 | 2 | 4 | 13 | 11 | +2 |
|                    | 4.   | U Cluj          | 39 | 10 | 4 | 1 | 5 | 12 | 15 | -3 |
|                    | 5.   | Rapid Bucarest  | 33 | 10 | 2 | 4 | 4 | 12 | 17 | -5 |
|                    | 6.   | Dinamo Bucarest | 31 | 10 | 1 | 2 | 7 | 10 | 19 | -9 |

Legenda:
      Campione di Romania e ammessa alla UEFA Champions League 2025-2026
      Ammessa alla UEFA Europa League 2025-2026 (1º turno prel.)
      Ammessa alla UEFA Conference League 2025-2026
Note:
Tre punti per la vittoria, uno per il pareggio, zero per la sconfitta.

## Poule retrocessione
Le rimanenti dieci squadre classificate nella stagione regolare si incontrano una volta soltanto per un totale di 9 partite per squadra. Le squadre cominciano la Poule retrocessione con i punti della stagione regolare dimezzati e, in caso, arrotondati per eccesso.

### Classifica
Aggiornata al 25 maggio 2025.
|  | Pos. | Squadra             | Pt | G | V | N | P | GF | GS | DR  |
|  | ---- | ------------------- | -- | - | - | - | - | -- | -- | --- |
|  | 7.   | Hermannstadt        | 36 | 9 | 4 | 3 | 2 | 12 | 8  | +4  |
|  | 8.   | Oțelul Galați       | 35 | 9 | 6 | 1 | 2 | 13 | 5  | +8  |
|  | 9.   | Petrolul Ploiești   | 31 | 9 | 3 | 2 | 4 | 10 | 10 | 0   |
|  | 10.  | UTA Arad            | 31 | 9 | 4 | 2 | 3 | 9  | 11 | -2  |
|  | 11.  | Farul Costanza      | 31 | 9 | 3 | 4 | 2 | 12 | 9  | +3  |
|  | 12.  | Botoșani            | 29 | 9 | 4 | 1 | 4 | 11 | 12 | -1  |
|  | 13.  | FC Politehnica Iași | 28 | 9 | 3 | 3 | 3 | 9  | 5  | +4  |
|  | 14.  | Unirea Slobozia     | 27 | 9 | 3 | 5 | 1 | 11 | 8  | +3  |
|  | 15.  | Sepsi               | 26 | 9 | 1 | 2 | 6 | 7  | 16 | -9  |
|  | 16.  | Gloria Buzău        | 17 | 9 | 2 | 1 | 6 | 4  | 14 | -10 |

Legenda:
 Ammessa allo Spareggio promozione-retrocessione
      Retrocesse in Liga II 2025-2026
Regolamento:
Tre punti per la vittoria, uno per il pareggio, zero per la sconfitta.

## Spareggio promozione/retrocessione
| Squadra 1                      | Totale          | Squadra 2       | Andata | Ritorno |
| ------------------------------ | --------------- | --------------- | ------ | ------- |
| 25 maggio 2025 / 1 giugno 2025 |                 |                 |        |         |
| FC Politehnica Iași            | 1 - 2           | Metaloglobus    | 1 - 1  | 0 - 1   |
| 26 maggio 2025 / 2 giugno 2025 |                 |                 |        |         |
| Voluntari                      | 2 - 2 (3-4 dtr) | Unirea Slobozia | 2 - 1  | 0 - 1   |